# Une vie de chat
Um Gato em Paris (Une Vie de Chat) é um filme de animação francês, dos gêneros aventura, comédia e policial, feito em 2010 pelo estúdio Folimage, contando a história de uma jovem parisiense cujo gato a leva para desvendar um mistério ao longo de uma noite. O filme foi dirigido por Alain Gagnol e Jean-Loup Felicioli 
Um Gato em Paris foi exibido primeiro em 15 de outubro de 2010, no Saint-Quentin Ciné-Jeune Film Festival. Foi lançado nos cinemas franceses em 15 de dezembro de 2010. Foi distribuído internacionalmente pela Films Distribution, Paris .
O filme foi indicado para o Oscar 2012 na categoria de Melhor Filme de Animação. Junto com Chico & Rita, tornou-se um dos dois filmes de língua estrangeira indicados ao Oscar de melhor filme de animação de 2012, tendo muitos críticos considerado uma surpresa. O filme também recebeu uma indicação para o Prêmio César na categoria de Melhor Filme de Animação em 2011. 

## Sinopse
Dino é um gato de estimação que leva uma vida dupla. Por dia, ele vive com Zoé, uma menina muda cuja mãe, Joana, é uma detetive na polícia parisiense. Mas à noite ele foge para fora da janela para trabalhar com Nico, um ladrão furtivo com um grande coração, cujos movimentos são fluidos de poesia em movimento. Quando a jovem Zoe decide seguir Dino em suas aventuras noturnas e cai nas mãos de Victor Costa, um gângster planejando o roubo de uma estátua rara. Agora gato e ladrão devem se unir para salvar Zoe dos ladrões desajeitados, levando a um final emocionante em cima de Notre Dame

## Elenco
- Dominique Blanc como Jeanne, mãe de Zoé
  - Marcia Gay Harden (dublagem em inglês) como Jeanne, uma commissair polícia.
- Bruno Salomone como Nico, um ladrão de ginástica e praticante de parkour.
  - Steven Blum (dublagem em inglês) como Nico.
- Jean Benguigui como Victor Costa.
  - JD Blanc (dublagem em inglês) como Victor Costa.
- Bernadette Lafont como Claudine, Babá de Zoé.
  - Anjelica Huston (dublagem em inglês), como Claudine.
- Oriane Zani como Zoé.
  - Lauren Weintraub (dublagem em inglês) como Zoé.
- Bernard Bouillon como Lucas.
  - Matthew Modine (dublagem em inglês) como Lucas.
- Jacques Ramade como Monsieur Bébé.
  - Mike Pollock (dublagem em inglês) como Mr. Bebê.
- Jean-Pierre Yvars como Monsieur Hulot.
  - Philippe Hartmann (dublagem em inglês) como Monsieur Hulot.

### Dubladores
- Cecília Lemes como Jeanne
- Dado Monteiro como Nico
- Flora Paulita como Zoé
- Gileno Santoro como Victor Costa
- Locutor: Vagner Santos
- Estúdio: Centauro

## Recepção
Antes da indicação ao Oscar, o filme foi pouco visto nos Estados Unidos, embora tenha sido exibido em festivais de cinema para algumas crianças. The New York Times chamou de "um lindo desenho feito à mão que é um dos destaques deste festival... Sem ser muito assustador, ele projeta uma sensação de perigo, tanto físico como emocional, que é mais envolvente do que as emoções agudas dos filmes nacionais" .

## Prêmios e Indicações
| Ano  | Premiação | Categoria                | Resultado |
| ---- | --------- | ------------------------ | --------- |
| 2012 | Óscar     | Melhor Filme de Animação | Indicado  |